# Y: Ostatni mężczyzna
Y: Ostatni mężczyzna (oryg. Y: The Last Man) – amerykański fantastyczno-postapokaliptyczny serial telewizyjny z 2021 roku na podstawie serii komiksów Y: Ostatni z mężczyzn. Twórczynią i showrunnerką serialu była Eliza Clark. W głównych rolach wystąpili: Diane Lane, Ashley Romans, Ben Schnetzer, Olivia Thirlby, Juliana Canfield, Elliot Fletcher, Marin Ireland, Amber Tamblyn i Diana Bang.
Serial rozgrywa się w świecie, w którym po tajemniczym kataklizmie zginęły równocześnie wszystkie ssaki z chromosomem Y, poza jednym człowiekiem, Yorickiem Brownem, i jego małpą, Ampersandem. Yorick przemierza nowy świat, a ocaleni zmagają się ze stratami i próbują odbudować społeczeństwo, którym kieruje Jennifer Brown, matka Yoricka, która została prezydentem Stanów Zjednoczonych.
Y: Ostatni mężczyzna zadebiutował 13 września 2021 roku w serwisie Hulu pod marką „FX on Hulu” i spotkał się z pozytywną reakcją krytyków. W Polsce serial pojawił się 14 czerwca 2022 roku na Disney+. W październiku 2021 roku zdecydowano się anulować serial po pierwszym sezonie.

## Obsada

### Główna
- Diane Lane jako Jennifer Brown, matka Yoricka i Hero oraz była kongresmenka Partii Demokratycznej, która zostaje prezydentem Stanów Zjednoczonych[3][4].
- Ashley Romans jako Sarah Burgin / Agent 355, członek tajnej organizacji Culper Ring, ochroniarz Yoricka i agentka Secret Service[5][4].
- Ben Schnetzer jako Yorick Brown, ostatni znany cispłciowy mężczyzna, który pozostał przy życiu; jego zwierzak, małpa kapucynka o imieniu Ampersand, jest jedynym innym żyjącym samcem ssaków[6][4].
- Olivia Thirlby jako Hero Brown, siostra Yoricka, sanitariuszka[5][4].
- Juliana Canfield jako Beth DeVille, była dziewczyna Yoricka[3][4].
- Elliot Fletcher jako Sam Jordan, transmężczyzna i najlepszy przyjaciel Hero[4].
- Marin Ireland jako Nora Brady / Victoria, była doradczyni prasowa prezydenta Teda Campbella[3][4].
- Amber Tamblyn jako Kimberly Campbell Cunningham, córka zmarłego prezydenta Teda Campbella[3][4].
- Diana Bang jako dr Allison Mann, genetyk Uniwersytetu Harvarda[7][4].

### Drugoplanowa
- Jess Salgueiro jako Christine Flores[4]
- Laura de Carteret jako Lisa Murray[8]
- Yanna McIntosh jako generał Peggy Reed[9]
- Paris Jefferson jako Marla Campbell[10]
- Jennifer Wigmore jako Regina Oliver[9]
- Quincy Kirkwood jako Mackenzie Brady[4]
- Missi Pyle jako Roxanne[11]
- Tara Nicodemo	jako Rachel Walker[8]
- Samantha Brown jako Kelsey[8]
- Ayesha Mansur Gonsalves jako Priya Khan[8]
- Sydney Meyer jako Nicole[8]

### Gościnna
- Paul Gross jako Ted Campbell[5]
- Kristen Gutoskie jako Sonia[10]

## Emisja
Y: Ostatni mężczyzna zadebiutował 13 września 2021 roku w serwisie Hulu pod marką „FX on Hulu” w Stanach Zjednoczonych. Tego samego dnia serial został także udostępniony w Ameryce Łacińskiej na Star+; 14 września – w części krajów azjatyckich na Disney+ Hotstar, a w pozostałych krajach 22 września w serwisie Disney+ pod marką „Star”. W Polsce serial pojawił się 14 czerwca 2022 roku na Disney+ równocześnie ze startem serwisu.

## Lista odcinków
| Nr | Tytuł                   | Tytuł polski              | Reżyseria                | Scenariusz             | Premiera (FX)        | Premiera w Polsce (Disney+) |
| -- | ----------------------- | ------------------------- | ------------------------ | ---------------------- | -------------------- | --------------------------- |
| 1  | The Day Before          | W przeddzień              | Louise Friedberg         | Eliza Clark            | 13 września 2021     | 14 czerwca 2022             |
| 2  | Would the World Be Kind | Czy świat będzie łaskawy? | Louise Friedberg         | Eliza Clark            | 13 września 2021     | 14 czerwca 2022             |
| 3  | Neil                    | Neil                      | Daisy von Scherler Mayer | Katie Edgerton         | 13 września 2021     | 14 czerwca 2022             |
| 4  | Karen and Benji         | Karen i Benji             | Destiny Ekaragha         | Donnetta Lavinia Grays | 20 września 2021     | 14 czerwca 2022             |
| 5  | Mann Hunt               | Obława                    | Mairzee Almas            | Tian Jun Gu            | 27 września 2021     | 14 czerwca 2022             |
| 6  | Weird Al is Dead        | Tajemnicza śmierć         | Destiny Ekaragha         | Catya McMullen         | 4 października 2021  | 14 czerwca 2022             |
| 7  | My Mother Saw a Monkey  | Moja matka widziała małpę | Lauren Wolkstein         | Charlie Jane Anders    | 11 października 2021 | 14 czerwca 2022             |
| 8  | Ready. Aim. Fire.       | Gotów, cel, pal           | Karena Evans             | Coleman Herbert        | 18 października 2021 | 14 czerwca 2022             |
| 9  | Peppers                 | Papryki                   | Cheryl Dunye             | Katie Edgerton         | 25 października 2021 | 14 czerwca 2022             |
| 10 | Victoria                | Victoria                  | Daisy von Scherler Mayer | Eliza Clark            | 1 listopada 2021     | 14 czerwca 2022             |

## Produkcja

### Rozwój projektu
W październiku 2015 roku pojawiła się informacja, że FX rozpoczęło pracę nad serialem telewizyjnym, będącym adaptacją serii komiksów autorstwa Briana K. Vaughana i Pii Guerry, Y: Ostatni z mężczyzn. Vaughan miał zostać producentem serialu razem z Niną Jacobson i Bradem Simpsonem. Produkcją miały się zająć FX Productions i Color Force. W listopadzie 2016 roku poinformowano, że Michael Green będzie showrunnerem serialu i napisze jego odcinek pilotażowy wspólnie z Vaughanem. W kwietniu 2018 roku FX zamówiło pilot serialu. Współshowrunnerem serialu została Aida Mashaka Croal, która razem z Greenem, Jacobson, Simpsonem, Vaughanem i Meliną Matsoukas została producentem wykonawczym. Matsoukas została wybrana na reżysera odcinka pilotowego. 
W lutym 2019 roku ujawniono, że stacja zamówiła pierwszy sezon. W kwietniu Green i Croal zrezygnowali z dalszej pracy przy serialu. W czerwcu poinformowano, że zastąpi ich Eliza Clark. W lutym 2020 roku podano, że Mari Jo Winkler-Ioffreda została producentem wykonawczym obok Clark, Jacobson, Simpsona, Matsoukas i Vaughana, natomiast Nellie Reed została producentem. W czerwcu poinformowano, że serial zadebiutuje w serwisie Hulu pod marką „FX on Hulu” zamiast w FX. W październiku wyjawiono, że Clark napisze scenariusz do dwóch pierwszych odcinków, a ich reżyserem będzie Louise Friedberg. FX poinformowało, że całość pierwszego sezonu zostanie wyreżyserowana wyłącznie przez kobiety. 
W październiku 2021 roku zdecydowano się anulować serial po pierwszym sezonie. Clark chciała znaleźć nowe miejsce dla kolejnego sezonu serialu. Powodem zakończeniu serialu nie były jego wyniki oglądalności, lecz jego budżet. W styczniu 2022 roku Clark poinformowała o definitywnym zakończeniu serialu z powodu porażki w znalezieniu innej stacji do jego emisji.

### Casting
W lipcu 2018 roku poinformowano, że w serialu wystąpią: Diane Lane jako Jennifer Brown, Barry Keoghan jako Yorick Brown, Imogen Poots jako Hero Brown, Lashana Lynch jako Agent 355, Juliana Canfield jako Beth, Marin Ireland jako Nora, Amber Tamblyn jako Mariette Callows i Timothy Hutton jako prezydent Stanów Zjednoczonych. W lutym 2019 roku ujawniono, że Keoghan jednak nie zagra w serialu, a w jego roli został obsadzony Ben Schnetzer. W marcu 2020 roku do obsady dołączył Elliot Fletcher. W październiku poinformowano, że Ashley Romans, Olivia Thirlby i Paul Gross zastąpili Lynch, Poots i Huttona. W tym samym miesiącu do obsady dołączyła Diana Bang jako Allison Mann.

## Muzyka
W styczniu 2021 roku poinformowano, że Herdís Stefánsdóttir skomponuje muzykę do serialu. Album, Y: The Last Man: Original Soundtrack, został wydany 15 października 2021 roku przez Hollywood Records.
| Y: The Last Man: Original Soundtrack – 2021 | Y: The Last Man: Original Soundtrack – 2021 | Y: The Last Man: Original Soundtrack – 2021 | Y: The Last Man: Original Soundtrack – 2021 |
| Nr                                          | Tytuł utworu                                | Autor                                       | Długość                                     |
| ------------------------------------------- | ------------------------------------------- | ------------------------------------------- | ------------------------------------------- |
| 1.                                          | „Opening Titles”                            | H. Stefánsdóttir                            | 2:03                                        |
| 2.                                          | „Requiem”                                   | H. Stefánsdóttir                            | 2:29                                        |
| 3.                                          | „Kimberly Campbell Cunningham”              | H. Stefánsdóttir                            | 2:58                                        |
| 4.                                          | „A New World”                               | H. Stefánsdóttir                            | 2:55                                        |
| 5.                                          | „Agent 355”                                 | H. Stefánsdóttir                            | 1:49                                        |
| 6.                                          | „The Deer”                                  | H. Stefánsdóttir                            | 1:43                                        |
| 7.                                          | „Helicopter”                                | H. Stefánsdóttir                            | 1:21                                        |
| 8.                                          | „The Day Of”                                | H. Stefánsdóttir                            | 1:39                                        |
| 9.                                          | „It’s Not Just Us”                          | H. Stefánsdóttir                            | 2:45                                        |
| 10.                                         | „Amazonas”                                  | H. Stefánsdóttir                            | 3:33                                        |
| 11.                                         | „Requiem II”                                | H. Stefánsdóttir                            | 1:44                                        |
| 12.                                         | „&”                                         | H. Stefánsdóttir                            | 2:16                                        |
| 13.                                         | „Danger”                                    | H. Stefánsdóttir                            | 1:46                                        |
| 14.                                         | „Apocalypse”                                | H. Stefánsdóttir                            | 3:29                                        |
| 15.                                         | „Wild West”                                 | H. Stefánsdóttir                            | 2:18                                        |
| 16.                                         | „Threat”                                    | H. Stefánsdóttir                            | 1:35                                        |
| 17.                                         | „Lawless World”                             | H. Stefánsdóttir                            | 2:21                                        |
| 18.                                         | „A Woman’s World”                           | H. Stefánsdóttir                            | 2:24                                        |
| 19.                                         | „Tape Song”                                 | H. Stefánsdóttir                            | 1:13                                        |
| 20.                                         | „My Name Is Athena”                         | H. Stefánsdóttir                            | 1:47                                        |
| 21.                                         | „Jennifer Brown”                            | H. Stefánsdóttir                            | 1:15                                        |
| 22.                                         | „On the Run”                                | H. Stefánsdóttir                            | 2:20                                        |
| 23.                                         | „Yorick’s Love Theme”                       | H. Stefánsdóttir                            | 2:30                                        |
| 24.                                         | „Nation of Mothers”                         | H. Stefánsdóttir                            | 1:24                                        |
|                                             |                                             |                                             | 51:37                                       |

## Odbiór

### Krytyka w mediach
Serial spotkał się z pozytywną reakcją krytyków. W serwisie Rotten Tomatoes 76% z 58 recenzji uznano za pozytywne, a średnia ocen wystawionych na ich podstawie wyniosła 6,9/10. Na portalu Metacritic średnia ważona ocen z 26 recenzji wyniosła 63 punkty na 100.

### Nominacje
| Rok  | Ceremonia          | Kategoria                                     | Nominowani                                                    | Rezultat  | Przypis |
| ---- | ------------------ | --------------------------------------------- | ------------------------------------------------------------- | --------- | ------- |
| 2022 | VES Awards         | Najlepsza postać animowana w odcinku          | Mike Beaulieu, Michael Dharney, Peter Pi, Aidana Sakhvaliyeva | Nominacja | [ 41 ]  |
| 2022 | Annie Awards       | Najlepsza animacja postaci w filmie aktorskim | Mike Beaulieu, Peter Pi, Aidana Sakhvaliyeva                  | Nominacja | [ 42 ]  |
| 2022 | GLAAD Media Awards | Najlepszy nowy serial telewizyjny             | Y: Ostatni mężczyzna                                          | Nominacja | [ 43 ]  |